# Diáspora palestina
A diáspora palestina (árabe: الشتات الفلسطيني, al-shatat al-filastini), parte da diáspora árabe, refere-se às comunidades de palestinos vivendo fora da região da Palestina.

## História

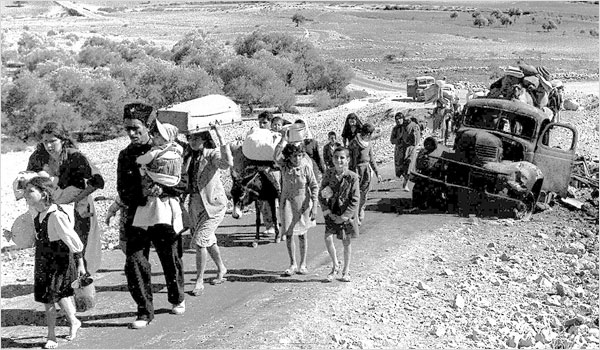
Refugiados palestinos da guerra de 1948

Os palestinos possuem uma longa história de migração. Por exemplo, trabalhadores da seda de Tiberíades são mencionados em registros fiscais de Paris do século XIII. Entretanto, a primeira grande onda de imigração de cristãos árabes para fora da Palestina começou no século XIX como uma resposta à opressão de cristãos palestinos na Palestina otomana.
Desde a Guerra árabe-israelense de 1948, os palestinos têm experienciado inúmeras ondas de exílio e espalharam-se por diferentes países ao redor do mundo. Além dos mais de 700 mil refugiados palestinos de 1948, centenas de milhares também foram deslocados na Guerra dos Seis Dias, em 1967. De fato, após este ano, vários jovens palestinos foram encorajados a migrar à América do Sul. Juntos, estes refugiados de 1948 e 1967 compõem a maioria da diáspora palestina. Além dos deslocados pela guerra, outros emigraram para o exterior por inúmeras razões, como oportunidades de trabalho, educação e perseguição religiosa. Na década seguinte à guerra de 1967, por exemplo, uma média de 21 mil palestinos ao ano foram expulsos das áreas controladas por Israel. Este padrão se repetiu durante as décadas de 1970, 1980 e 1990.

## População
Na ausência de um censo abrangente que inclua toda a diáspora palestina e aqueles que permaneceram na área antes conhecida como o Mandato Britânico da Palestina, as quantidades exatas da população são difíceis de determinar. De acordo com o Departamento Central de Estatística da Palestina, o número de palestinos ao redor do mundo no final de 2003 era de 9,6 milhões, um aumento de 800 000 desde 2001.
A questão do direito ao retorno dos refugiados palestinos tem uma importância central para os palestinos e o mundo árabe em geral desde 1948. É o sonho de vários palestinos da diáspora e está presente mais fortemente nos campos de refugiados palestinos. No maior campo do Líbano, Ain al-Hilweh, os bairros recebem o nome de cidades e vilarejos da Galileia de onde os refugiados originais vieram, como Az-Zeeb, Safsaf e Hittin. Mesmo que 97% dos habitantes do campo nunca tenham visto os lugares que seus pais e avós deixaram para trás, a maioria insiste que o direito de retorno é um direito inalienável que eles nunca renunciarão.

## Números
Estima-se que mais de 6 milhões de palestinos vivam atualmente em uma diáspora global.
Os países fora dos territórios palestinos com populações significativas de palestinos são:
- Jordânia (3 240 000)
- Israel (1 650 000)
- Síria (630 000)
- Chile (500 000); maior comunidade palestina fora do Oriente Médio
- Líbano (402 582)
- Arábia Saudita (280 245)
- Egito (270 245)
- Estados Unidos (255 000); maiores concentrações em Chicago, Detroit e Los Angeles
- Honduras (250 000)
- Guatemala (200 000)
- México (120 000)
- Colômbia (100,000-120 000)[15]
- Catar (100 000)
- Alemanha (80 000)
- Kuwait (80 000)
- El Salvador (70 000)
- Brasil (59 000)
- Iraque (57 000)
- Iêmen (55 000)
- Canadá (50 975)
- Austrália (45 000)
- Líbia (44 000)
- Grécia (30 000)
- Reino Unido (20 000)
- Peru (19 000)
- Dinamarca (15 000)
- Japão (10 000)
- Paraguai (10 000)
- Países Baixos (9 000)
- Suécia (7 000)
- Argélia (4 030)
- Áustria (4 010)
- Noruega (3 825)
- O restante da América Latina, Índia, Rússia, África subsariana e a Ásia Oriental possui populações palestinas razoavelmente pequenas.

A maioria dos estimados 100 000 palestinos na União Europeia (UE) está no Reino Unido, Dinamarca, França, Alemanha, Espanha, Grécia, Itália, Países Baixos, Espanha e Suécia. Fora da UE estão na Noruega e na Suíça. A capital da Alemanha, Berlim, tem uma das maiores comunidades palestinas fora do Oriente Médio, com cerca de 30 a 40 mil pessoas de origem palestina vivendo na cidade (em torno de 1% da população total).

## Palestinos notáveis na diáspora
- Alex Atala, chef de cozinha brasileiro
- Belly, rapper canadense
- Miguel Littín, cineasta chileno
- Nayib Bukele, presidente de El Salvador